# أنخيل دي سابيدرا (دوق ريباس)
أنخيل ماريا دي سابيدرا إيه راميريث دي باكدانو (بالإسبانية: Ángel de Saavedra)‏، يعرف باسم دوق ريباس، حيث كان الدوق الثالث له. هو كاتب مسرحي وشاعر ورسام وسياسي إسباني، وُلد في قرطبة في 10 مارس عام 1791. اشتهر بعمله المسرحي الشهير دون ألبارو أو قوة القدر، الذي ظهر عام 1835. كان رئيسًا للحكومة الإسبانية عام 1854، الذي كان يعرف وقتها باسم مجلس الوزراء، ولكن كان ذلك الأمر لمدة يومين فقط. حارب ضد الغزو الفرنسي، كما شغل منصب سياسي مما قاده للحكم عليه بالإعدام، ولكنه استطاع أن يهرب. وفي مالطة، التقى بناقد إنجليزي جعله يقيم المسرح الكلاسيكي ثم اتجهوا إلى الكتابة الرومانسية. خلال فترة المنفى، عاش في فرنسا، وعاد إلى إسبانيا بعد عشرات السنين حيث عاد عام 1834.أُعتبر دوق ريباس من أصحاب التيار الكلاسيكي الجديد ومن الليبراليين عندما غادر إسبانيا، ولكنه عندما عاد إليها مرة أخرى، أصبح رومانسيًا محافظًا. لقد شغل دوق ريباس مناصب عامة هامة كمعظم كتاب عصره. بدأ يعتمد علي الكلاسيكية الجمالية الجديدة في الغناء، حيث قدم أشعار عام 1874، وفي الدراما قدم لانوزا 1822. ويظهر تقدمه في الرومانسية من خلال أشعاره مثلما ظهر في المنفي. وتستند شهرة دوق ريباس إلى كتابته للأساطير، ولكن أيضًا كان في عمله دون ألبارو أو قوة القدر،عبارة عن مسرحية جسدتها الشخصيات على مسرح الأمير عام 1835 وهو المسرح الإسباني الحالي، حيث يوجد في مدريد. كما أن هذا العمل كان يُعد أول عملًا مسرحيًا رومانسيًا إسبانيًا يجمع العديد من التجديدات. وتُوفي في مدريد في 22 يونيو عام 1865.

## أعماله[9]

### الشعرية
- أشعار عام 1814
- إلى منارة مالطا عام 1824
- مع أحد عشر اصابات قاتلة

ا* لمورو اللقيط عام 1834
- ليتريا

### المسرحية
- لانوزا عام 1822
- فلوريندا عام 1826
- أرياس جونثالو عام 1827
- المنفي
- هرقل
- دوق أكيتانيا
- منارة مالطا عام 1828
- دون ألبارو أو قوة القدر عام 1835

خيبة الأمل في الحلم عام 1842
- الزنبق العجيب عام 1847
- بوتقة الولاء

## وصلات خارجية
- أنخيل دي سابيدرا على موقع IMDb (الإنجليزية)
- أنخيل دي سابيدرا على موقع الموسوعة البريطانية (الإنجليزية)
- أنخيل دي سابيدرا على موقع ميوزك برينز (الإنجليزية)
- أنخيل دي سابيدرا على موقع قاعدة بيانات الفيلم (الإنجليزية)